# Instanton
Um instanton é uma clássica solução para equações de movimento com uma ação finita, diferente de zero, tanto na mecânica quântica ou na teoria quântica de campos. Mais precisamente, é uma solução para as equações de movimento da teoria clássica de campos em um espaço-tempo euclidiano. Em tal teoria, soluções para as equações de movimento podem ser vistas como os pontos críticos da ação. Os pontos críticos da ação podem ser pontos máximos locais, mínimos locais, ou pontos de suporteda ação. Instantones são importantes na teoria quântica de campo, porque:
- aparecem na cálculo integral como as principais correções quântica para o comportamento clássico de um sistema, e
- podem ser usados para estudar o comportamento de tunelamento em vários sistemas, tais como a teoria de Yang-Mills[3]